# Stephan Weinberg

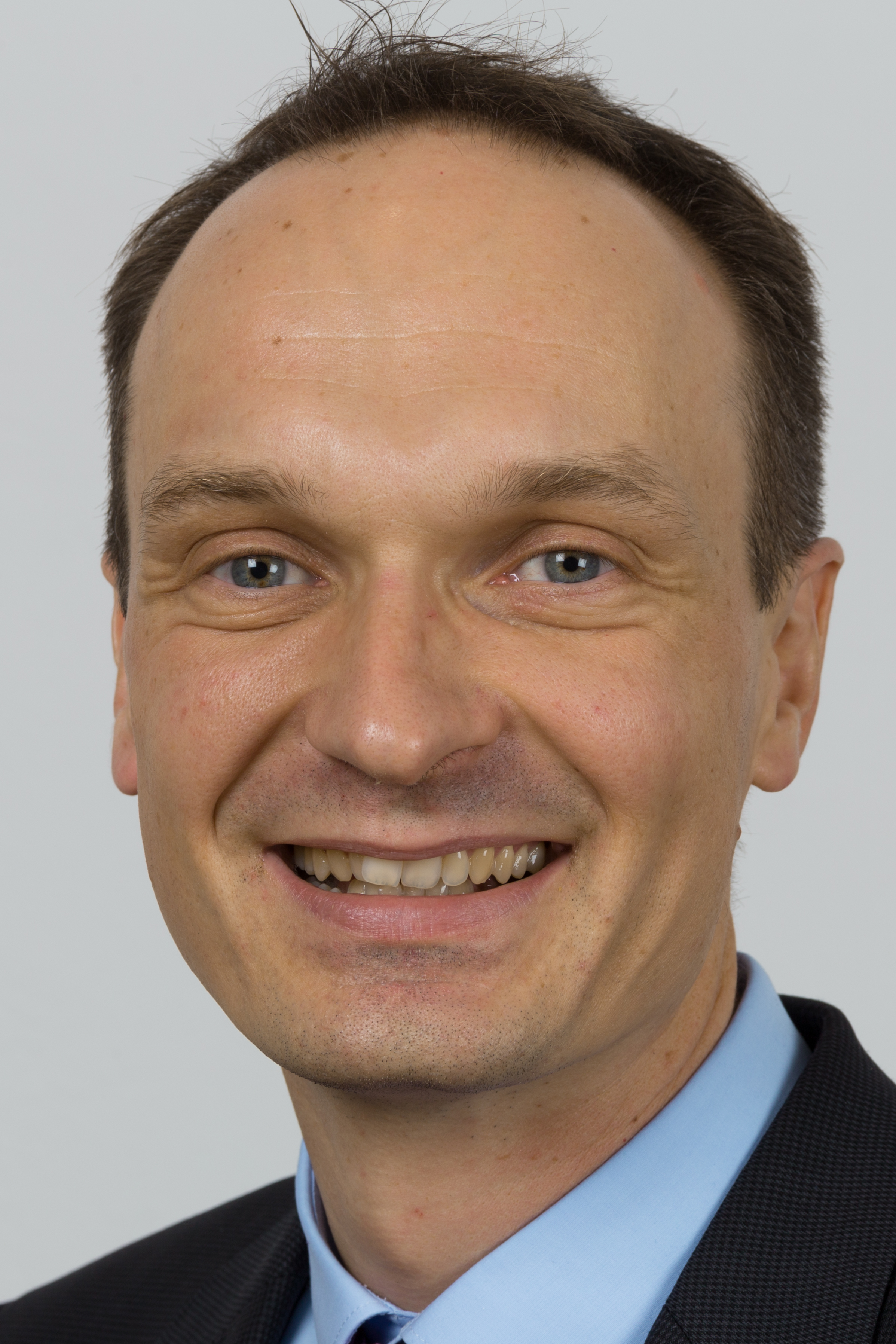
Stephan Weinberg (2016)

Stephan Weinberg (* 11. November 1975 in Groß-Gerau) ist ein deutscher Jurist, Politiker (SPD) und seit 2016 Staatssekretär im Ministerium der Finanzen Rheinland-Pfalz.

## Biografie
Weinberg wuchs in Seeheim-Jugenheim auf und besuchte dort das Schuldorf Bergstraße, wo er 1995 mit dem Abitur abschloss. Er studierte Rechtswissenschaften an der Johannes Gutenberg-Universität Mainz und legte sein zweites juristisches Staatsexamen 2003 beim Oberlandesgericht in Koblenz ab. Er promovierte 2002 zu einem kommunalrechtlichen Thema: Die Beteiligung der Kommunen am Normsetzungsprozess in Rheinland-Pfalz.
Weinberg ist seit 1994 Mitglied der SPD. Unter anderem war von 1997 bis 2003 Mitglied der Gemeindevertretung von Seeheim-Jugenheim.
Er wohnt in Mainz, ist verheiratet und hat zwei Kinder.

### Beruf
Nach einer kurzen Zeit als Rechtsanwalt wurde Weinberg 2004 in die rheinland-pfälzische Steuerverwaltung eingestellt. Nach der einjährigen Ausbildung erlangte er die Befähigung für den höheren Steuerverwaltungsdienst. Er arbeitete zunächst für zwei Jahre an der Landesvertretung Rheinland-Pfalz in Berlin als Referent, zuständig als Spiegelreferent für das Finanzministerium. Anschließend war er im Mainzer Finanzministerium Personalreferent. Nach dieser Zeit war er ein Jahr an das Umweltministerium abgeordnet. Es schloss sich eine Tätigkeit als Referent für Bundesratsangelegenheiten und die Finanzministerkonferenz wiederum im rheinland-pfälzischen Ministerium der Finanzen an. Von 2011 bis 2014 war er Büroleiter des Ministers Carsten Kühl und danach von 2014 bis 2016 der Ministerin Doris Ahnen.
Im Mai 2016 ernannte ihn Ministerpräsidentin Malu Dreyer zum Staatssekretär im Ministerium der Finanzen Rheinland-Pfalz.
Er ist Verwaltungsratsvorsitzender der Investitions- und Strukturbank Rheinland-Pfalz und Aufsichtsratsvorsitzender von Lotto Rheinland-Pfalz. Seit 2024 ist er Mitglied im Aufsichtsrat der Universitätsmedizin der Johannes Gutenberg-Universität Mainz.